# Berlens
Berlens (Bèrlin  en patois fribourgeois) est une localité et une ancienne commune suisse du canton de Fribourg, située dans le district de la Glâne.

## Histoire
L'ancienne commune de Berlens est constituée du village ainsi que de fermes isolées sur une colline à l'est de Romont. Conon d'Estavayer donna à Hauterive le fief de son homme, Philippe de Cottens, comprenant des biens à Berlens et dans d'autres villages. La seigneurie appartint à la famille d'Estavayer, aux Englisberg au XVIe siècle, aux von der Weid de 1592 à 1752 et aux Castella jusqu'en 1830.
Le château fut assiégé par les Bernois en 1388. La localité fit partie du bailliage de Romont dès 1536, du district du même nom de 1798 à 1848. La paroisse de Berlens est mentionnée depuis 1228, l'annexion de La Neirigue a été effectuée en 1956. Le droit de collation releva des ducs de Savoie, de l'évêque de Lausanne, puis dès 1536, des seigneurs de Berlens. Son ancien nom allemand est Berlingen.
Depuis 2004, Berlens fait partie de la commune de Mézières.

## Patrimoine bâti
La chapelle Notre-Dame de l'Épine date du XIIe-XIVe siècle avec un pèlerinage à partir du XVIIe siècle. Des réfections ont été apportées vers 1661 après un incendie au village.
La nouvelle église de style moderne fut consacrée en 1963.

## Population

### Surnom
Les habitants de la commune sont surnommés lé Vuerda-Puè, soit les gardiens de porcs en patois fribourgeois.

### Démographie
Berlens comptait 96 habitants en 1811, 131 en 1850, 205 en 1880, 171 en 1900, 178 en 1950, 125 en 1980, 237 en 2000.